# Bắc Ấn Độ

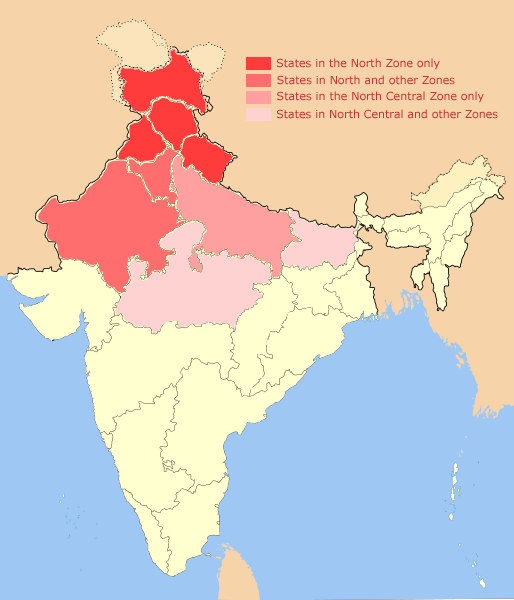
Bắc Ấn Độ và ranh giới theo các cách định nghĩa khác nhau.

Bắc Ấn Độ (Tiếng Anh: North India, Tiếng Malayalam: ഉത്തരേന്ത്യ, Tiếng Hindi: उत्तर भारत, chữ Phạn: उत्तर भारत) hay Bắc Ấn là khu vực phía Bắc của Ấn Độ nhưng ranh giới được xác định lỏng lẻo. Địa hình khu vực này nổi bật là đồng bằng Ấn-Hằng và dãy núi Himalaya. Theo nghĩa hẹp, Bắc Ấn Độ bao gồm các bang và lãnh thổ liên bang: Punjab, Jammu và Kashmir, Haryana, Himachal Pradesh, Uttar Pradesh, Uttarakhand, Delhi và Chandigarh. Theo nghĩa rộng hơn từ góc độ truyền thống (văn hóa và ngôn ngữ), Băc Ấn Độ lại còn bao gồm các bang Rajasthan, Bihar và Madhya Pradesh. Với nghĩa rộng hơn này, Bắc Ấn Độ rộng khoảng 1.420.540 km² và có dân số khoảng 543.937.430 người.
Bắc Ấn Độ chính là trung tâm lịch sử của các đế chế Maurya, Gupta, Pala, Harsha, Mogul, Maratha, Sur, Sikh và đế chế Ấn Anh. Bắc Ấn Độ có văn hóa đa dạng. Nơi đây có những trung tâm hành hương của cả Hindu giáo (như Char Dham, Haridwar, Varanasi, Ayodhya, Mathura, Allahabad, Vaishno Devi và Pushkar) lẫn Phật giáo (như Sarnath và Kushinagar) và Sikh giáo (Harmandir Sahib). Các di sản văn hóa thế giới ở vùng Bắc Ấn Độ là Khu dự trữ sinh quyển Nanda Devi, quần thể đền Khajuraho, Đồi pháo đài Rajasthan, Đài thiên văn Jantar Mantar, quần thể hang động Bhimbetka, quần thể tháp Sanchi, Qutb Minar, Pháo đài Đỏ, Pháo đài Agra, Fatehpur Sikri và Taj Mahal.